# Вестфілд (Мен)
Вестфілд (англ. Westfield) — місто (англ. town) в США, в окрузі Арустук штату Мен. Населення — 455 осіб (2020).

## Демографія
Згідно з переписом 2010 року, у місті мешкало 549 осіб у 216 домогосподарствах у складі 159 родин. Було 240 помешкань
Расовий склад населення:
| - 98,9 % — білих - 0,7 % — корінних американців - 0,4 % — чорних або афроамериканців |

До двох чи більше рас належало 0,0 %. Частка іспаномовних становила 0,0 % від усіх жителів.
За віковим діапазоном населення розподілялося таким чином: 18,9 % — особи молодші 18 років, 62,0 % — особи у віці 18—64 років, 19,1 % — особи у віці 65 років та старші. Медіана віку мешканця становила 48,3 року. На 100 осіб жіночої статі у місті припадало 103,3 чоловіків;  на 100 жінок у віці від 18 років та старших — 96,9 чоловіків також старших 18 років.
Середній дохід на одне домашнє господарство  становив 44 575 доларів США (медіана — 37 841), а середній дохід на одну сім'ю — 50 856 доларів (медіана — 45 208). Медіана доходів становила 51 250 доларів для чоловіків та 26 875 доларів для жінок. За межею бідності перебувало 26,4 % осіб, у тому числі 23,2 % дітей у віці до 18 років та 5,0 % осіб у віці 65 років та старших.
Цивільне працевлаштоване населення становило 209 осіб. Основні галузі зайнятості: освіта, охорона здоров'я та соціальна допомога — 41,6 %, будівництво — 12,0 %, інформація — 8,1 %, публічна адміністрація — 6,2 %.